# Clea DuVall
Clea Helen D'etienne DuVall, född 25 september 1977 i Los Angeles, Kalifornien, är en amerikansk skådespelare författare, filmproducent och regissör. Hon är känd för sin medverkan i filmerna  The Faculty (1998), She's All That; But I'm a Cheerleader; Girl, Interrupted (all 1999), Identity, 21 Grams (båda 2003), The Grudge (2004), Zodiac (2007), Conviction (2010), och Argo (2012).

## Biografi
DuVall hade svårt med skolan som ung och hoppade av high school. Hon läste senare på Los Angeles High School of the Art, en utbildning som hon fullgjorde i juni 1995 men inte med särskilt höga betyg. Efter att ha gått ut skolan, började småroller ramla in, medan hon jobbade extra på ett café. 1998 fick hon sin första större roll i Robert Rodriguez's The Faculty där hon spelar gotharen Stokes Mitchell. I första säsongen av Heroes spelade hon FBI-agenten Audrey Hanson.
År 2016 debuterade DuVall som regissör med  The Intervention , som hon också skrev och samproducerade. Hon var med och skrev och regisserade den romantiska komedin  Happiest Season.

### Privatliv
DuVall är lesbisk.
Hon är mycket god vän med skådespelarna Summer Phoenix och Melanie Lynskey.

## Filmografi (urval)
- 1998 – She's All That
- 1998 – Faculty
- 1999 – The Astronaut's Wife
- 1999 – But I'm a Cheerleader
- 1999 – Stulna år
- 2001 – Ghosts of Mars
- 2001 – Thirteen Conversations About One Thing
- 2003 – 21 gram
- 2002 – The Laramie Project
- 2003 – Identity
- 2004 – Helter Skelter
- 2004 – The Grudge
- 2006-2007 - Heroes (TV-serie)
- 2007 – Ten Inch Hero
- 2012 – Argo
- 2012–2013 – American Horror Story (TV-serie)
- 2014 – The Newsroom (TV-serie)
- 2023 – Poker Face (TV-serie)